# بوبونونگ، بوتسوانا
بوبونونگ (به انگلیسی: Bobonong) شهری در ناحیهٔ مرکزی کشور بوتسوانا است که در سال ۲۰۰۰ میلادی ۲۱٬۰۲۰ نفر جمعیت داشته که از این تعداد، ۹٬۸۷۷ نفر مرد و ۱۱٬۱۴۳ نفر زن بوده‌اند.